# Piz Zupò
Der Piz Zupò ([ˌpitstsuˈpo]ⓘ) ist mit einer Höhe von 3995 m ü. M. der (nach dem benachbarten Piz Bernina) zweithöchste Gipfel der Berninagruppe und der Ostalpen. Er gilt als höchster Dreitausender der Alpen. Er befindet sich auf der Grenze zwischen Italien und der Schweiz südlich vom Oberengadin, westlich vom Puschlav und nördlich vom Valmalenco. 
Von 1815 bis 1859 war er der höchste Berg des damaligen Kaisertums Österreich, wenn man eine minimale Schartenhöhe voraussetzt. Um 25 m höher ist allerdings der gut zwei Kilometer entfernte Piz Spedla, ebenfalls ein Gipfel auf der Grenze des damaligen Kaisertums, doch war zu jener Zeit ohnehin keiner der beiden Gipfel bestiegen.

## Lage und Umgebung
Der Piz Zupò gehört zur Gruppe des Piz Palü, einer Untergruppe der Berninagruppe, die wiederum zu den Bernina-Alpen gehört. Über den Gipfel verläuft die Gemeindegrenze zwischen der Schweizer Gemeinde Pontresina im Westen und der Italienischen Gemeinde Lanzada im Osten. Der Piz Zupò wird im Norden durch das Val Morteratsch, einem Seitental des Val Bernina, das wiederum ein Seitental des Oberengadins ist, und im Süden durch das Valmalenco eingefasst.
Zu den Nachbargipfeln gehören der Piz Argient (3943 m), die Crast’ Agüzza (3870 m) und der Piz Bernina (4048 m) im Westen sowie der Piz Palü (3899 m), der Piz Spinas (3823 m) und die Bellavista (3921 m) im Osten.
Der am weitesten entfernte sichtbare Punkt (44° 21′ 18,7″ N, 7° 19′ 6,5″ O) vom Piz Zupò befindet sich in südwestlicher Richtung und ist 303 km entfernt. Der Punkt liegt zwischen den Gipfeln L'Alpe di Rittana (1798 m s.l.m.) und Beccas del Mezzodi (1931 m s.l.m.) in der Gemeinde Valloriate bei Cuneo in der italienischen Provinz Cuneo (CN), Region Piemont.
Der Piz Zupò ist von Gletschern umgeben, so zum Beispiel vom Vadret da Morteratsch im Norden und im Westen, der Altipiano di Fellaria im Osten und der Vadretta di Fellaria im Süden.
Talort ist Pontresina. Häufige Ausgangspunkte sind die Chamanna da Boval (2494 m), die Station Morteratsch (1896 m), die Diavolezza (2973 m), das Rifugio Marco e Rosa (3609 m s.l.m.) und das Rifugio Marinelli Bombardieri (2813 m s.l.m.).

## Erstbegehung
Von Pontresina aus wurde der Piz Zupò am 9. Juli 1863 über den Morteratschgletscher erstmals bestiegen. Zur erfolgreichen Seilschaft gehörten L. Enderlin, der Pfarrer Otto Serardy und ein Jäger namens Padrutt. Auf dem Gipfel hinterliessen sie einen Papierstreifen mit ihren Namen unter einer Platte.

## Namensherkunft
Der Name des Piz Zupò kommt vom rätoromanischen Idiom Puter von zupper für ‚verstecken‘, wohl aus dem Vorrömischen tsuppare (erschlossene Form) für (in einem Loch) verstecken. Die Bezeichnung kommt wohl daher, weil der Piz Zupò im Norden von der Bellavista verdeckt wird. Auf den oft gesehenen Bildern der Berninagruppe von der Schweizer Seite aus – vom Tal oder von der Diavolezza – ist der Berg aufgrund seiner Position nicht zu sehen.

## Routen zum Gipfel

### Sommerrouten
Eine Überschreitung des Piz Zupò vom Piz Argient bis zur Bellavista oder umgekehrt ist möglich (siehe Über den Südwestgrat und Über den Nordwestgrat).

#### Über den Südwestgrat
- Ausgangspunkt: Chamanna da Boval (2494 m), Station Morteratsch (1896 m), Diavolezza (2973 m), Rifugio Marco e Rosa (3609 m s.l.m.) oder Rifugio Marinelli Bombardieri (2813 m s.l.m.)
- Via: Fuorcla dal Zupò (3844 m)
- Schwierigkeit: ZS
- Zeitaufwand: ½ Stunde von der Fuorcla dal Zupò

- 5 Stunden von der Chamanna da Boval
- 7 Stunden von der Station Morteratsch
- 5 Stunden von der Diavolezza
- 1½ Stunden vom Rifugio Marco e Rosa
- 5½ Stunden vom Rifugio Marinelli Bombardieri

#### Durch die Westflanke
- Ausgangspunkt: Chamanna da Boval (2494 m), Station Morteratsch (1896 m), Diavolezza (2973 m) oder Rifugio Marco e Rosa (3609 m s.l.m.)
- Schwierigkeit: ZS
- Zeitaufwand: ½ Stunde von der Fuorcla dal Zupò

- 5 Stunden von der Chamanna da Boval
- 7 Stunden von der Station Morteratsch
- 5 Stunden von der Diavolezza
- 1½ Stunden vom Rifugio Marco e Rosa

- Erstbegehung: L. Enderlin, Pfarrer Otto Serardy und Jäger Padrutt, 9. Juli 1863.

#### Über den Nordwestgrat

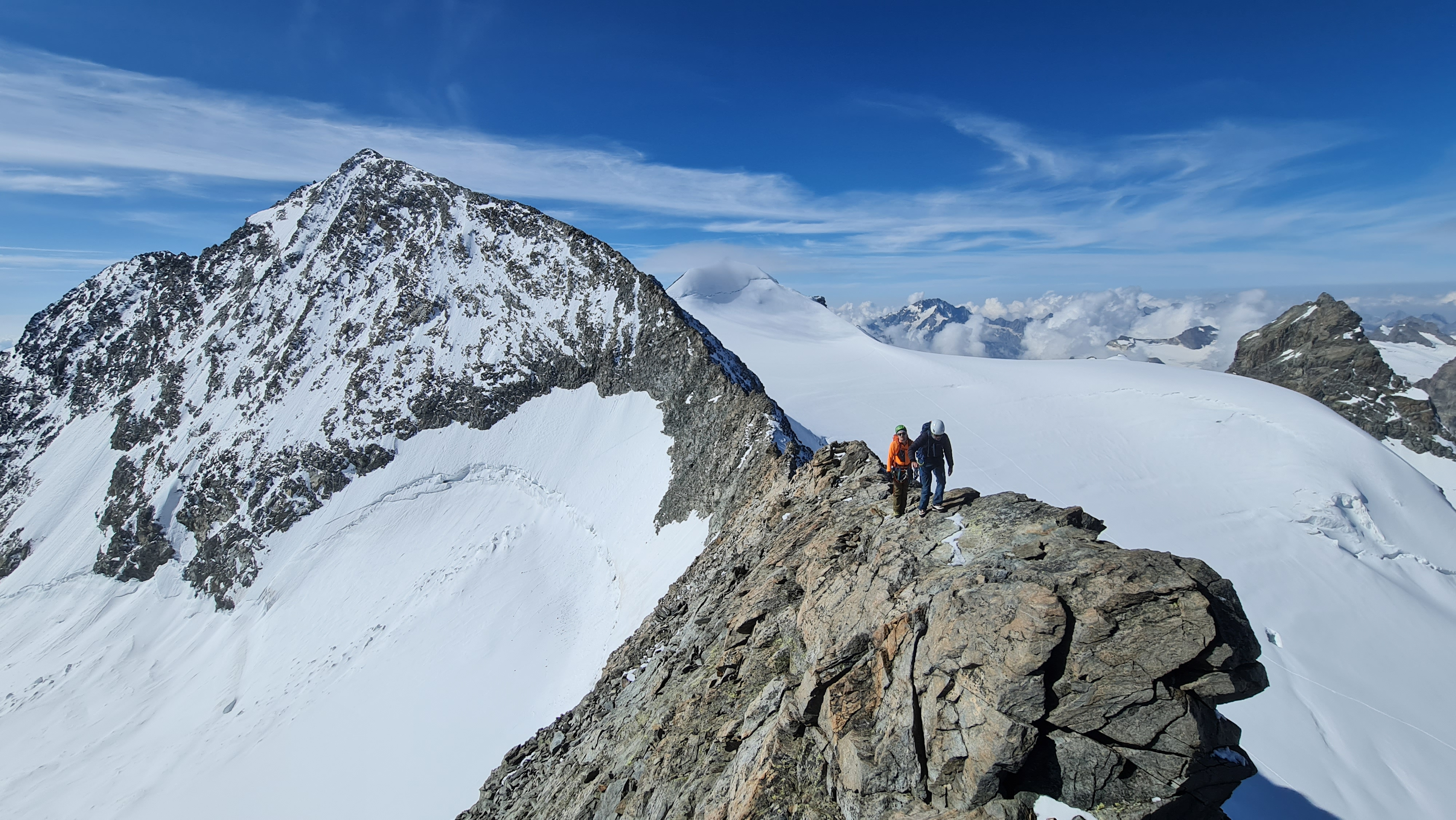
Bergsteiger bei der Überschreitung auf dem Grat zwischen Piz Zupò und der Bellavista. Im Hintergrund der Pass dal Zupò, links der Piz Zupò.

- Ausgangspunkt: Chamanna da Boval (2494 m), Station Morteratsch (1896 m), Diavolezza (2973 m), Rifugio Marco e Rosa (3609 m s.l.m.), Rifugio Marinelli Bombardieri (2813 m s.l.m.) oder der Bellavista (3920 m)
- Via: Pass dal Zupò (3839 m)
- Schwierigkeit: ZS
- Zeitaufwand: ½ Stunde vom Pass dal Zupò

- 5½ Stunden von der Chamanna da Boval
- 7½ Stunden von der Station Morteratsch
- 5½ Stunden von der Diavolezza
- 2 Stunden vom Rifugio Marco e Rosa
- 5 Stunden vom Rifugio Marinelli Bombardieri
- 1 Stunde von der Bellavista

- Erstbegehung: Douglas W. Freshfield mit Henry Devouassoud, 14. August 1871.

#### Über den Südostgrat
- Ausgangspunkt: Rifugio Marinelli Bombardieri (2813 m s.l.m.)
- Schwierigkeit: ZS
- Zeitaufwand: 5–5½ Stunden
- Erstbegehung: Vermutlich Damiano Marinelli mit Hans Grass und Battista Pedranzini, 4. August 1880. Erste sichere Begehung: H. Hoessli mit Christian Klucker, 6. September 1903.

#### Durch die Ostflanke
Kaum wiederholte Route, Erstbegehung durch Julius Frohmann mit Christian Zippert und Niklaus Kohler, 20. Juli 1909, Schwierigkeit: ZS.

#### Über den Südostsporn
Kaum wiederholte Route, Erstbegehung durch C. Golay und J. Englert mit Chr. Zippert, 21. September 1908, Schwierigkeit: ZS.

#### Durch die Südflanke
Kaum wiederholte Route, Erstbegehung durch Alfredo Corti und Luigi Valesini, 13. August 1909, Schwierigkeit: ZS.

### Winterrouten

#### Von der Chamanna da Boval durch den Buuch
Die Hauptschwierigkeiten bestehen in der Überwindung der riesigen Spaltenbrüche im Buuch, die stark von den jeweiligen Verhältnissen abhängig ist. Auch die Eisschlaggefahr darf nicht unterschätzt werden. Die Gipfelflanke ist bis 40° steil. Alpine Ausrüstung ist erforderlich.
- Ausgangspunkt: Chamanna da Boval (2494 m)
- Via: Vadret da Morteratsch, östlich von P. 3087, Buuch, kurz vor Fuorcla Zupò in die Westflanke
- Expositionen: N, W
- Schwierigkeit: S-
- Zeitaufwand: 6 Stunden

## Galerie

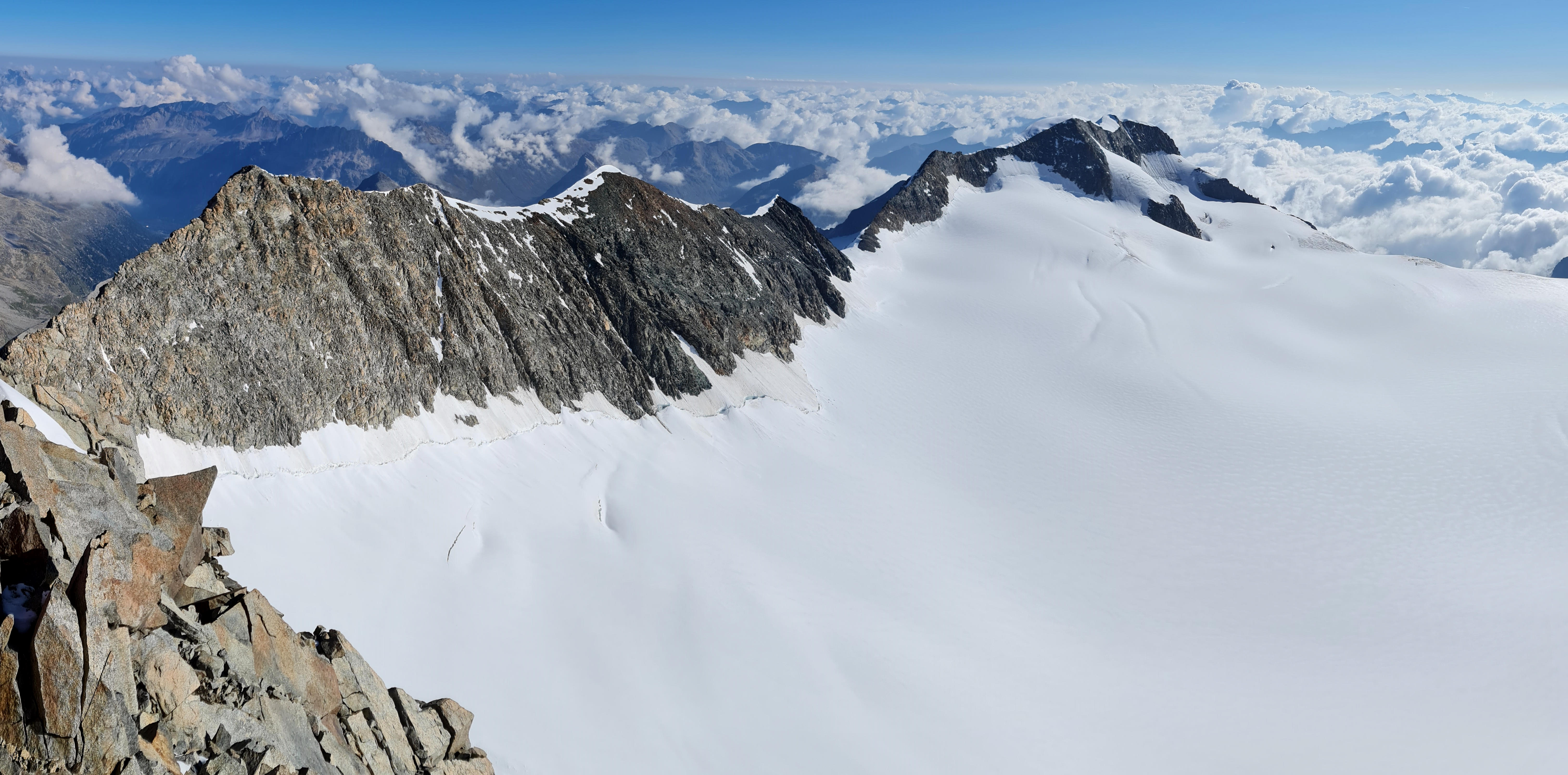
Blick nach Nordosten zu Bellavista (links), Piz Spinas (Bildmitte) und Piz Palü (Mitte rechts) sowie der Gletscher Altipiano di Fellaria (für Annotationen der einzelnen Berge aufs Bild klicken).
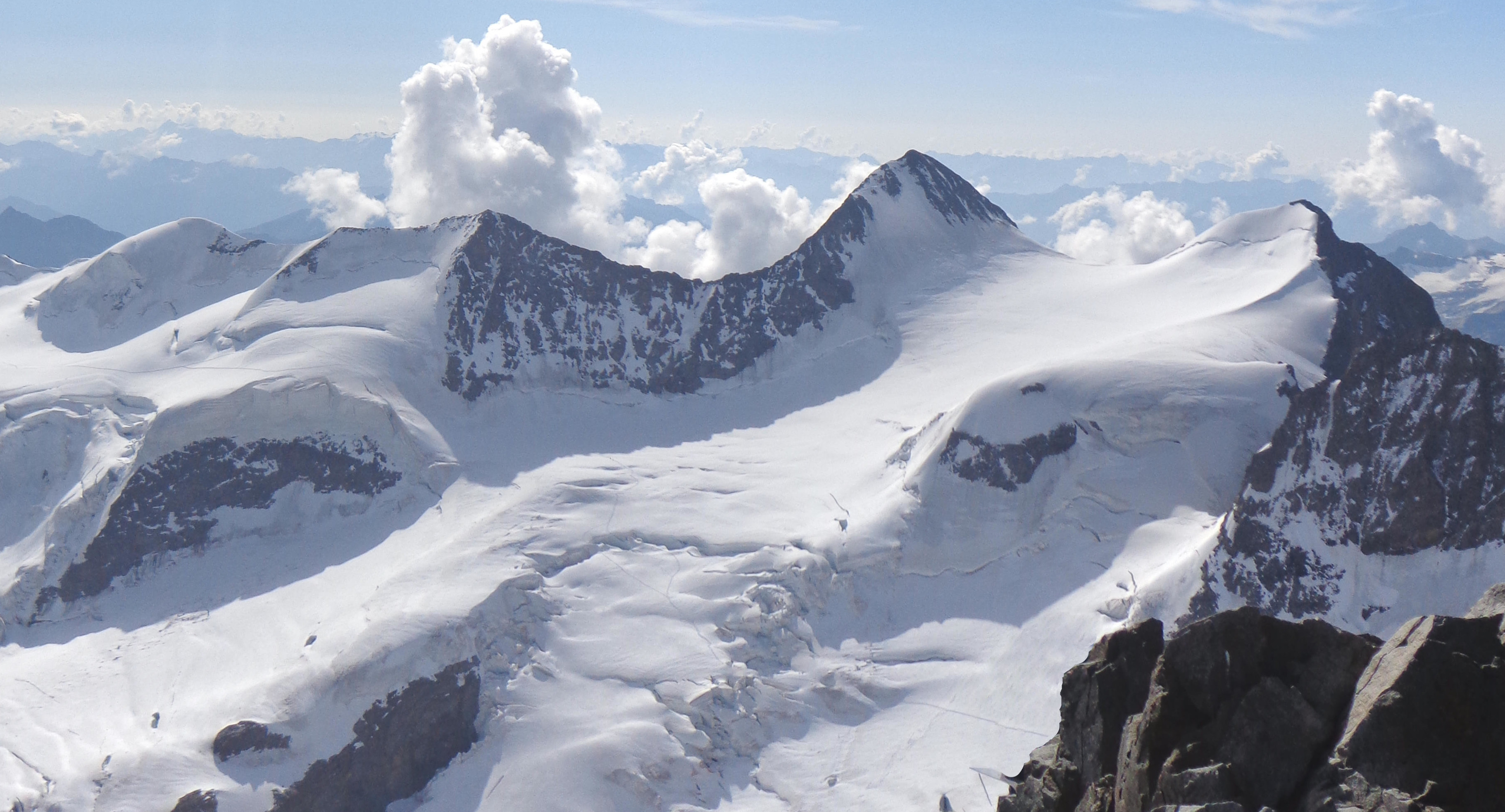
Bellavista, Pass dal Zupò, Piz Zupò, Fuorcla dal Zupò und Piz Argient (v. l. n. r.), aufgenommen vom Piz Bernina (für Annotationen der einzelnen Berge aufs Bild klicken).
Bellavista, Piz Zupò und Piz Argient (v. l. n. r.) sowie der obere Teil des Vadret da Morteratsch auf einem Luftbild vom 1934.